# Prato Selva
Prato Selva is een plaats (frazione) in de Italiaanse gemeente Fano Adriano.